# Synclerostola vaga
Synclerostola vaga är en fjärilsart som beskrevs av Köhler 1967. Synclerostola vaga ingår i släktet Synclerostola och familjen nattflyn. Inga underarter finns listade i Catalogue of Life.